# Союз ТМА-4

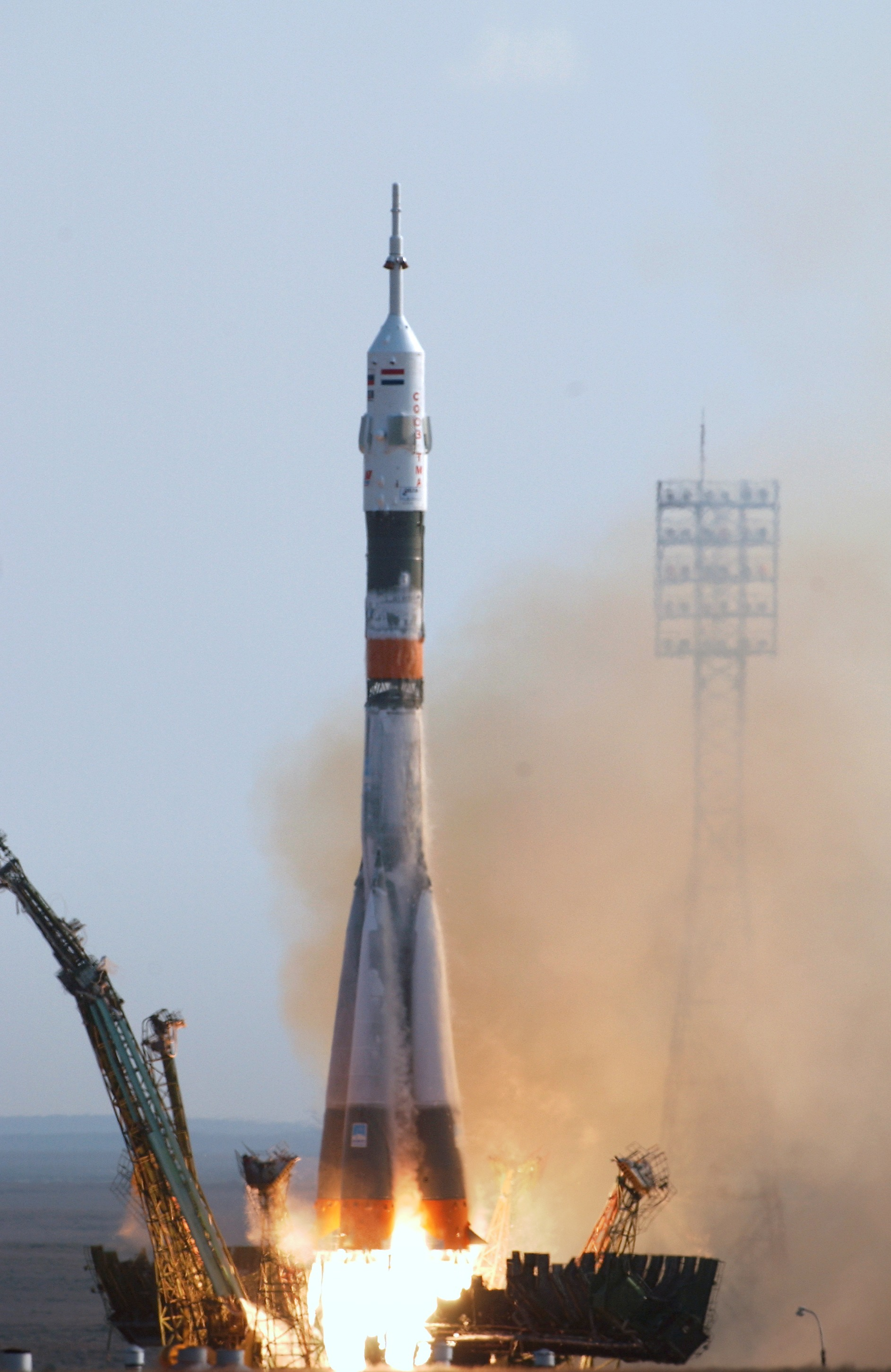
Старт Союза ТМА-4

Союз ТМА-4 — пілотований космічний корабель серії «Союз», на якому здійснено політ до Міжнародної космічної станції (МКС). Старт відбувся 19 квітня 2004 року, посадка 24 жовтня 2004 року. На борту корабля було троє космонавтів.